# Potestas
Potestas è una parola latina che significa potere o facoltà. È un importante concetto nel diritto romano da non confondersi con l'auctoritas o l'imperium. Ha designato più in particolare i poteri di una persona conosciuta come magistrato romano, in particolare sotto la Repubblica Romana, secondo il diritto romano. Theodor Mommsen specifica che «il potere pubblico è chiamato, presso i romani, sia imperium che potestas». Si parla anche di potestas per il potere del pater familias.

## Origine del concetto
L'idea della potestas si riferiva originariamente al potere, attraverso la coercizione, dei magistrati romani per promulgare editti, fare da paciere a persone che litigavano tra loro, eccetera. Questo potere, nella teoria politica e legale romana, è considerato analogo, anche se minore, al potere militare. I più importanti magistrati (come i consoli o i pretori) si diceva avessero l'imperium, che era la forma ultima di potestas, e che si riferisce indubbiamente al potere militare.
La potestas contrasta fortemente con il potere del Senato romano e i prudenti, un termine comune con il quale si chiamavano i giuristi romani. Mentre i magistrati avevano la potestas, loro avevano l'auctoritas.
È stato detto che l'auctoritas è una manifestazione di un sapere riconosciuto socialmente, mentre la potestas è una manifestazione di un potere socialmente riconosciuto.
Nella teoria politica romana, entrambi erano necessari per guidare la res publica e dovevano stare in stretto contatto informandosi a vicenda.

## Potestastra i magistrati
Ogni magistrato repubblicano ha determinati poteri costituzionali (potestas), che includono imperium, coercitio e auspicia (poteri religiosi). Questi poteri sono bilanciati da diversi vincoli costituzionali, tra cui la collegialità (collega), il diritto dei cittadini di appellarsi al popolo (provocatio) e una ripartizione costituzionale dei poteri ( provincia).
La potestas è il potere generale di tutti i magistrati, sia di coloro che detengono l'imperium (diciamo sia consularis potestas che consulare imperium), sia di coloro che non detengono l'imperium: i tribuni della plebe (tribunicia potestas), i censori (censoria potestas), gli edili (ædilicia potestas) e i questori (quæstoria potestas). Sebbene l'imperium e la potestas siano talvolta posti in opposizione, il primo induce il secondo, e solo gli alti magistrati (consoli, pretori e magistrati straordinari) hanno entrambi. Nel linguaggio corrente, per abuso, si designano i magistrati superiori cum imperio (con imperium) e i magistrati inferiori con cum potestate (con potestas).
Ogni magistrato romano è investito di una parte più o meno importante del potere, e quindi tutti i magistrati hanno un certo grado di potere (maior potestas o "grandi potenze"). I magistrati con più potere superano quelli con meno. I dittatori hanno più potere di qualsiasi altro magistrato. Dopo il dittatore, è il censore, poi il console, il pretore, l'edile e infine il questore. Ogni magistrato può solo bloccare con il proprio veto un'azione intrapresa da un magistrato di grado uguale o inferiore. Di conseguenza, nessun magistrato può porre il veto alle decisioni del Senato o delle assemblee.
Ogni magistrato ordinario può ostacolare (veto) un'azione che è intrapresa da un magistrato di grado uguale o inferiore. Se tale impedimento avviene tra due magistrati aventi gli stessi poteri (come due pretori), questo viene chiamato da potestas. Questa forma di ostruzione non è un veto, quindi è una vera e propria opposizione. Se tale impedimento avviene nei confronti di un magistrato di minor potere (come un console che agisce contro un pretore), allora si parla di intercessio. In questo caso, il magistrato si oppone al suo potere superiore (maior potestas) per annullare gli atti di un magistrato inferiore.
La maior potestas del console è illustrato dai dodici littori che accompagnano ogni console. I consoli hanno il potere supremo sia in materia civile che militare. Il potere supremo del console è una conseguenza del fatto che nessun magistrato ordinario detiene un grado di maior potestas più alto del console (a parte il censore, che non ha imperium).

## Lapotestasin epoca imperiale
Quando l'Impero è costituito, l'imperium proconsolare conferisce all'imperatore autorità sull'apparato militare romano e i suoi poteri tribunici (potestas tribunicia) gli conferiscono poteri sull'apparato civile romano
Dalle riforme di Diocleziano e di Costantino, che sfociarono nella militarizzazione del servizio civile romano, l'esercizio della potestas si concretizzò nell'indossare il Cingulum, una cintura indossata all'inizio dai soli comandanti di truppe.

## Sopravvivenza deipotestasnei regni romano-germanici e non solo
I Regni germanici insediati legalmente sulle terre demaniali dell'impero sono pienamente integrati nel sistema romano dei Potestas. Amministratori, in nome del Princeps, del Belgio Secondo, Childerico e suo figlio Clovis hanno poteri consolari in questa provincia, e come tali hanno, in quanto rappresentanti del Princeps e quindi portatori del Cingulum, della Potestas Principalis in questa provincia.

## Evoluzione del concetto durante il Medioevo
Dopo la caduta dell'Impero romano d'Occidente, la maggior parte delle istituzioni della legge pubblica romana caddero in disuso, ma molta della teoria politica rimase. Durante i primi anni del Medioevo il mondo cristiano si trovò ad essere gestito da due poteri universali, cioè dal Papa e dall'Imperatore del Sacro Romano Impero, che venivano assimilati a due Soli perché ritenuti entrambi di origine divina.
Il primo aveva il potere spirituale, che era identificato con l'auctoritas, mentre il secondo aveva il potere temporale, identificato appunto con la potestas.
Inizialmente, sin dal primo Medioevo, era il Papa che incoronava l'Imperatore e a sua volta era l'Imperatore a scegliere il Papa, quindi si trovavano in una situazione equilibrata, ma dopo la lotta per le investiture il Papa fu invece eletto dal Collegio cardinalizio, cosa che avviene a tutt'oggi, rivendicando una sempre maggior supremazia sull'Impero, sostituendo alla dottrina dei due Soli la teoria del Sole e della Luna, che vedeva l'imperatore suddito del papa.
A mano a mano che il Sacro Romano Impero si avviava verso la dissoluzione, le monarchie nazionali proclamarono la propria indipendenza. Una maniera in cui vi riuscirono fu di asserire che il Re aveva, nel proprio regno, lo stesso potere dell'imperatore nell'impero, e così il egli assunse anche gli attributi della potestas.